# Hrvatska industrija
Hrvatska industrija, jedna od najvažnijih gospodarskih grana u Republici Hrvatskoj, djelatnost je koja proizvodi materijalna dobra. Nekada je industrija, kao sekundarni sektor, po količini i vrijednosti proizvodnje bila najjača djelatnost ne samo u Hrvatskoj, nego i u većini drugih zemalja, ali ju je kasnije prestigao tercijarni sektor, odnosno uslužne djelatnosti.
Gospodarska je to grana s dugom tradicijom, koja se još od 19. stoljeća temelji na poljoprivredi, šumarstvu i rudarstvu. U to su se vrijeme razvile mnoge prerađivačke industrijske grane, poput drvne, prehrambene, tekstilne, obućarske, metaloprerađivačke i druge, koje su iz sirovina i poluproizvoda ekstraktivnih industrija izrađivale finalne proizvode.
Premda bremenita s određenim poteškoćama u poslovanju (velika konkurencija stranih kompanija, nedostatak stručne radne snage, domaće administrativne barijere i drugo), danas industrijska branša u Hrvatskoj ima značajno mjesto u ukupnoj proizvodnji i bruto domaćem proizvodu. Ona uključuje proizvodnju hrane, pića, strojeva, brodova, alata, raznih metalnih i električnih proizvoda, nafte i njenih prerađevina, građevnog materijala, proizvoda od drva, uključujući namještaj, proizvoda od gume i plastike, zatim proizvodnju vojne opreme, odjeće, obuće itd. Tome treba pridodati proizvodnju električne energije i vađenje ruda.

## Statistički pokazatelji
Prema statističkim pokazateljima vrijednosti prodanih industrijskih proizvoda u 2023. godini hrvatska je industrija ostvarila godišnji prihod od oko 30,32 milijarde eura, od čega je veliki dio izvezen u inozemstvo ili u zemlje članice Europske unije. Prema istim pokazateljima, najznačajniji industrijski sektori prerađivačke industrije u Hrvatskoj su bili Proizvodnja prehrambenih proizvoda (4,08 mlrd eura, odnosno 13,46%), Proizvodnja koksa i rafiniranih naftnih proizvoda (1,57 mlrd eura - 5,18%), Proizvodnja gotovih metalnih proizvoda, osim strojeva i opreme (1,55 mlrd eura - 5,11%), Proizvodnja nemetalnih mineralnih proizvoda (1,54 mlrd eura - 5,08%), Proizvodnja električne opreme (1,18 mlrd eura - 3,89%), Prerada drva, osim namještaja (901 milijun eura - 2,97%), Proizvodnja strojeva i uređaja (872 mil. eura - 2,88%), Proizvodnja osnovnih farmaceutskih proizvoda (872 mil. eura - 2,88%), Proizvodnja gume i plastike (835 mil. eura - 2,75%), Proizvodnja tekstila i odjeće (559 mil. eura - 1,84%) itd. U djelatnosti Opskrba električnom energijom, plinom, parom i klimatizacija prihodi su u istom razdoblju iznosili 8,42 mlrd eura (27,77%), a u djelatnosti Rudarstvo i vađenje 731 milijun eura (2,41%).
Prema podatcima Državnog zavoda za statistiku o rastu obujma ukupne industrijske proizvodnje, ona je u prosincu 2024. godine u usporedbi s prosincem 2023. veća za 5,3%. Pojedine agregatne grupe proizvoda iskazale su za isto razdoblje sljedeće postotke: proizvodnja energije porasla je 25%, proizvodnja kapitalnih dobara 9,8%, a proizvodnja intermedijarnih proizvoda  2,5%. Suprotno tome, proizvodnja trajnih proizvoda za široku potrošnju istodobno je iskazala pad od 6,4%, a netrajnih proizvoda za široku potrošnju 5,8%.
Podatci o obujmu industrijske proizvodnje prema nacionalnoj klasifikaciji djelatnosti (NKD) govore da je u prosincu 2024. godine u odnosu na prosinac 2023. industrijska proizvodnja cijele prerađivačke industrije porasla za 3,8%, proizvodnja električne energije, plina i pare za 14,7%, a proizvodnja, odnosno vađenje ruda za 0,1%.
Broj zaposlenih u hrvatskoj industriji u prosincu 2024. godine iznosio je ukupno 251.774 osobe, od čega najviše u prerađivačkoj industriji (233.497), dok je u proizvodnji električne energije, plina i pare bilo njih 14.531, a u vađenju ruda 3.746 osoba. I dok je u posljednje dvije djelatnosti broj zaposlenih u prosincu 2024. blago povećan u odnosu na prosinac 2023. godine, u prerađivačkoj industriji je istodobno smanjen, i to za 1,2%. U promatranom razdoblju je ukupna proizvodnost rada od siječnja do prosinca 2024. bila veća za 0,3% u usporedbi s razdobljem siječanj - prosinac 2023. godine.
U robnoj razmjeni Hrvatske s inozemstvom u 2023. godini najveći udjel u izvozu je imala djelatnost Prerađivačka industrija, i on je iznosio 85,2% ukupnog hrvatskog izvoza (koji je bio u vrijednosti od 22,89 milijardi eura), s porastom od oko 3% u odnosu na 2022. godinu. U uvozu, koji je te godine iznosio 39,61 milijardi eura,  taj je udjel bio 86,4%, s porastom od oko 4%. Djelatnost Rudarstvo i vađenje imala je istodobno udjel izvoza od oko 4%, a zabilježila je pad od 51%. Udjel uvoza te djelatnosti iznosio je oko 7%, s padom od oko 45% u odnosu na 2022. godinu. Najmanji udjel u izvozu imala je djelatnost Opskrba elektičnom energijom, plinom itd., i to oko 3%, a njen izvoz je smanjen za oko 46%. Istodobno je njen udjel u uvozu bio oko 2%, s padom od 59%. Najviše se robe izvozilo u Italiju (oko 12,2%), Njemačku (12,2%), Sloveniju (11,2%), Bosnu i Hercegovinu (10,0%), Mađarsku (6,9%) i Austriju (5,6%), dok je najveći uvoz bio iz Italije (14,5%), Njemačke (14,3%), Slovenije (11,5%), Mađarske (6,4%) i Austrije (5,6%).

## Aktualno stanje i poslovni rezultati
Premda se pojedini ekonomisti i poslovni konzultanti ponekad ne slažu u ocjenama i procjenama, brojke upućuju na to da stanje, diferzificiranost  i konkurentnost hrvatske industrije ide ukorak sa svjetskim trendovima. U 2023. godini oko 280.000 zaposlenih ostvarilo je 39,7 milijardi eura ukupnih prihoda, iz čega je proizašlo 2,4 milijarde neto-dobiti.
U te su ukupne prihoda uključeni prije navedeni statistički podatci o vrijednosti prodanih industrijskih proizvoda, te ostale vrste prihoda (od financijske imovine, kamata, dividendi, zakupa, iznajmljivanja, donacija, prodaje dugotrajne imovine i dr.). Ti su ukupni prihodi u petogodišnjem razdoblju 2019-2023. godine prosječno rasli po godišnjoj stopi od 7,7%.
Koeficijent tekuće likvidnosti u promatranom razdoblju iznosio je 1,45, što govori o vrlo dobroj likvidnosti. Vlastiti izvori financiranja bili su u visini od 46%, dok su vanjski izvori (bankovni krediti i dr.) iznosili 54%, što upućuje na razumnu razinu zaduženosti. Značajni udjel u poslovanju prerađivačke industrije čini već dugi niz godina izvoz u druge zemlje, odnosno podaja u druge zemlje Europske unije, čija je Hrvatska članica. Taj je udjel oko 40% poslovnih prihoda, a to je jedan od pokazatelja konkurentnosti te grane gospodarstva. U promatranom petogodišnjem razdoblju prosječna je mjesečna neto-plaća (s ukljućenim dodatcima – naknadama) stalno rasla, od 902,- eura u 2019. godini do 1258,- eura u 2023.g.
Proizvodna djelatnost s najvećim rastom broja radnika bila je u 2023. godini Proizvodnja pića. U usporedbi s 2022. godinom taj rast iznosio 8,3%. Istodobno, najveće povećanje ukupnih prihoda, i to 25%, ostvarila je djelatnost Proizvodnja motora, strojeva, peći i alata.

## Galerija
| Brodoograđevna industrija u Splitu | Saponia - tvornica kemijskih proizvoda iz Osijeka | Sladorana Županja dio je hrvatske prehrambene industrije | Termocentrala Plomin veliki je proizvođač električne energije u Hrvatskoj | Izložbeni prostor drvoprerađivačke industrije Geli na sajmu u Splitu |